# Diada Minyons de Terrassa 1998
La XX Diada dels Minyons de Terrassa, celebrada el dia 22 de novembre del 1998 a Terrassa, va passar a formar part de la història a causa del fet que es va poder descarregar per primera vegada a la història un castell humà de deu pisos: el 3 de 10 amb folre i manilles. Aquesta fita aconseguida per la colla local dels Minyons, es va assolir just una setmana després que els Castellers de Vilafranca carreguessin el mític castell de deu pisos per primera vegada, en una actuació creada només amb aquesta finalitat després d'uns intents anteriors infructuosos portats a terme pels vilafranquins.

## Diada
Els Minyons de Terrassa van ser els primers a portar aquest castell a la plaça en la seva pròpia Festa Major el juliol del mateix any. Aquell dia però, tot i fer-ne un intent molt prometedor, aquest castell no es va poder assolir, ajornant-lo doncs, fins a la Diada de la Colla. Arribat el gran dia impacientment esperat per tot el món casteller, es van trobar a la Plaça Vella de Terrassa amb unes condicions meteorològiques especialment adverses (la temperatura era propera als zero graus i a estones queia aiguaneu). Els Minyons van començar l'actuació amb aquest gegant dels castells i en un primer intent es van quedar a un pas de coronar la construcció, ja que una relliscada de l'enxaneta quan es disposava a travessar pel damunt dels dosos va fer que aquesta es despengés fins a les manilles. Tot i aquest espectacular incident el castell es va poder desmuntar tot sencer sense problemes, però òbviament no es podia considerar vàlid, de manera que van tornar a bastir-lo i en el seu segon intent, amb canvi d'enxaneta obligat, la colla del Vallès Occidental, ara sí, va carregar i descarregar magistralment el mític castell. El contratemps amb el canvi d'enxaneta obligà a replantejar la diada i els Minyons van haver de deixar per a una altra ocasió el 4 de 9 sense folre, castell que havien descarregat feia poc menys d'un mes a Girona per primera vegada des del 1881. El 5de9f, el 4de9f i el pde7f(c) completaren l'actuació.
També cal destacar que durant aquesta diada els Castellers de Barcelona van assolir per primera vegada en els seus 29 anys d'història un castell de nou pisos. El castell en qüestió fou el 4 de 9 amb folre carregat.

## Resultats
| Resultat              |
| --------------------- |
| Descarregat (D)       |
| Carregat (C)          |
| Intent (I)            |
| Intent desmuntat (ID) |

Llegenda
f: amb folre, fm: amb folre i manilles, a: amb l'agulla o el pilar al mig
| Ordre | Colla                   | 1a ronda             | 2a ronda | 3a ronda | Ronda de pilars |
| ----- | ----------------------- | -------------------- | -------- | -------- | --------------- |
| 1rs   | Minyons de Terrassa     | 3de10fm(id), 3de10fm | 5de9f    | 4de9f    | Pde7f(c)        |
| 2ns   | Castellers de Barcelona | 4de9f(c)             | 2de8f(c) | 9de7     | 3 Pde5          |
| 3rs   | Xics de Granollers      | 3de8(c)              | 4de7a    | 2de7     | Pde5            |